# 莫哈卡高架橋
莫哈卡高架橋（英語：Mohaka Viaduct）是一條橫渡莫哈卡河的鐵路高架橋，位於 新西蘭北島霍克湾大区靠近劳蓬加。大橋在1930至1937年間由興建新西蘭鐵路部的公共建設處（Public Works Department，稱簡PWD）。橋長276.8（908英尺），高95（312英尺），是澳大拉西亞最高的橋樑。

## 興建
北帕默斯顿—吉斯伯恩線在1872年開始修建，連接北帕默斯顿和內皮爾，在1891年竣工。北段部份內皮爾至怀罗阿及之後延仰至吉斯伯恩的段落則在1912至1942年間修建。
鐵路的內皮爾至怀罗阿段需要穿過一段地勢險要的郊區，需要大量土方工程，五條隧道和鋼高架橋以穿過深淵的峽谷，以及大量的其它類型橋樑。工程進度緩慢，鐵路需逐段啟用並移交給鐵路部營運。
1930年代末，鐵路從怀罗阿修建至大橋位置，大橋預製組件從怀罗阿以東40公里的懷科科普鐵路運輸至工地。工人們在大橋工地開始打試樁修建大橋，並使用加壓沉箱在河床打了18.3（60英尺）至21.3（70英尺）深的地基。
受到1929年華爾街股災和之後的大萧条影響，當時新西蘭政府受到嚴重財政挑戰。為了減少支出，此鐵路大部份路段都被暫停，然而莫哈卡大橋的工程則不受影響。
1931年2月3日發生了霍克灣地震，對鐵路和工程造成很大損害，加上工程本身的難度，導致最終放棄修建大橋和餘下鐵路段，儘管當時大橋的地基差不多接近完成。
隨著政府換屆和經濟恢復，鐵路工程在1936年6月復工，在1937年7月1日在公共建設處部部長鲍勃·森普尔主持下啟用。大橋建造期間沒有發生任何意外，且比預定時間提早完工。1938年4月的洪水沖走了部份低位公路橋，高架橋在火車通車前被迫用作臨時公路橋。

## 設計
高架橋由約翰·勒利奧特·卡（John Lelliot Cull）和威廉·兰斯顿·紐漢（William Langston Newnham）設計，他們都公共建設處總部的員工。高架橋採用低碳鋼，在PWD的芒特芒阿努伊工廠預製，然後以鐵路方式運到工地。大橋鋼基是透過橫跨峽谷的索道來安裝的，實際安裝耗時七個月，共用了1,824.7公噸（1,795.9長噸；2,011.4短噸）鋼材，約45萬顆鉚釘連接。橋樑共使用了十二塊板樑，由六塊棧樑橋墩支撐。
莫哈卡高架橋完工時，為世界上第四高的橋樑，高達95（312英尺），及澳大拉西亞最高的橋樑，後者記錄保持至今。

## 目前狀況
新西兰专业工程师协会承認這工程為「邁向1990 年工程」計畫的一部分，這計劃是為慶祝新西蘭成立150年。並在大橋附近豎立一塊牌匾，標誌著這座鐵路高架橋對國家發展有重要性。
高架橋被新西蘭歷史地方信托（New Zealand Historic Places Trust）註冊為第一類歷史地方（編號4418）。
懷羅阿至吉斯伯恩段被風暴侵襲而嚴重受損，以及鐵路的財政可行性，路線北段的內皮爾至吉斯伯恩部份被新西蘭鐵路公司重新審視，該段在2012年初被廢棄，至同年10月2日，鐵路部宣佈廢棄內皮爾至吉斯伯恩段。